# Srećko Karaman
Srećko Karaman (Jesenice, 16. veljače 1909. –  Buenos Aires, 21. siječnja 1964.), pisac katoličkoga nadahnuća, kulturni i društveni djelatnik, pravnik, hrvatski pjesnik i politički emigrant, hrvatski domovinski i iseljenički književnik,

## Životopis
Rodio se je u Jesenicama. U rodnome je mjestu završio osnovnu školu, a ispit zrelosti položio je na Nadbiskupskoj klasičnoj gimnaziji u Splitu 1929. godine. Od rane mladosti piše pjesme, koje su objavljivane u Luči, Mladosti, Jadranskoj vili, Hrvatskoj smotri, Hrvatskoj straži i Hrvatskom dnevniku. Diplomirao je na Pravnom fakultetu u Zagrebu 1936. godine. Isprva je službovao u Bosni, za vrijeme postojanja Banovine Hrvatske. Talijani su ga 1941. zarobili, ali im je uspio pobjeći. U NDH je bio upravnim činovnikom u Dalmaciji (Makarska, Imotski). Sudjelovao je u povlačenju ustaške vojske na zapad te svjedočio bleiburškoj tragediji. Godine 1947. otišao u Argentinu te živio kao mornar na rijekama La Plata i Paraná, pa kao službenik u građevinskom poduzeću u Buenos Airesu. U emigraciji je pisao prozu i poeziju. Djela je objavljivao u raznim emigantskim listovima, bliskima bivšem nacističkom režimu, kao što su Glas sv. Antuna, Sloboda, Hrvatska revija, Vidici i slično. Umro je 21. siječnja 1964. u Buenos Airesu.

## Djela
- Jedro na pučini, pjesme, Buenos Aires, 1951.
- Knjiga bezimenih, 1947.; Zagreb, 1990.
- Tri zbirke - tri sudbine, izabrao Anđelko Novaković, Zagreb, 1993.
- Poezija i pjesnička proza, prir. Nedjeljko Mihanović, Zagreb, 2007. (Stoljeća hrvatske književnosti)

## Nagrade i priznanja
- Šimun Šito Ćorić uvrstio ga je u svoju antologiju 60 hrvatskih emigrantskih pisaca.[1]

## Vanjske poveznice
- Sanda Lucija Udier, u: Hrvatski biografski leksikon, 2009., pristupljeno 17. prosinca 2014.